# Percnia suffusaria
Percnia suffusaria là một loài bướm đêm trong họ Geometridae.